# Kerkhof van Teralfene
Het Kerkhof van Teralfene is een gemeentelijke begraafplaats in het Belgische dorp Teralfene, een deelgemeente van  Affligem. Het kerkhof ligt in het dorpscentrum rond de Sint-Jan Evangelistkerk.
Behalve twee Britse oorlogsgraven liggen er geen burgerlijke graven meer rond de kerk. Links voor de kerk staat een herdenkingszuil voor de gesneuvelde Teralfenaren.

## Britse oorlogsgraven
Op het kerkhof liggen de graven van 2 Britse gesneuvelden uit de Tweede Wereldoorlog. Het zijn kapitein John Evered Upton van de Royal Artillery en trooper Harry Haigh van het Royal Armoured Corps. Zij sneuvelden in mei 1940 toen zij met hun eenheden de strijd aangingen met het oprukkende Duitse leger en de aftocht naar Duinkerke dekten. De brug en het sas over de Dender waren door bombardementen beschadigd, en de Britse tankbemanningen moesten hun voertuigen achterlaten om zwemmend de rivier over te steken. De twee graven worden onderhouden door de Commonwealth War Graves Commission en zijn daar geregistreerd onder Teralfene Churchyard.

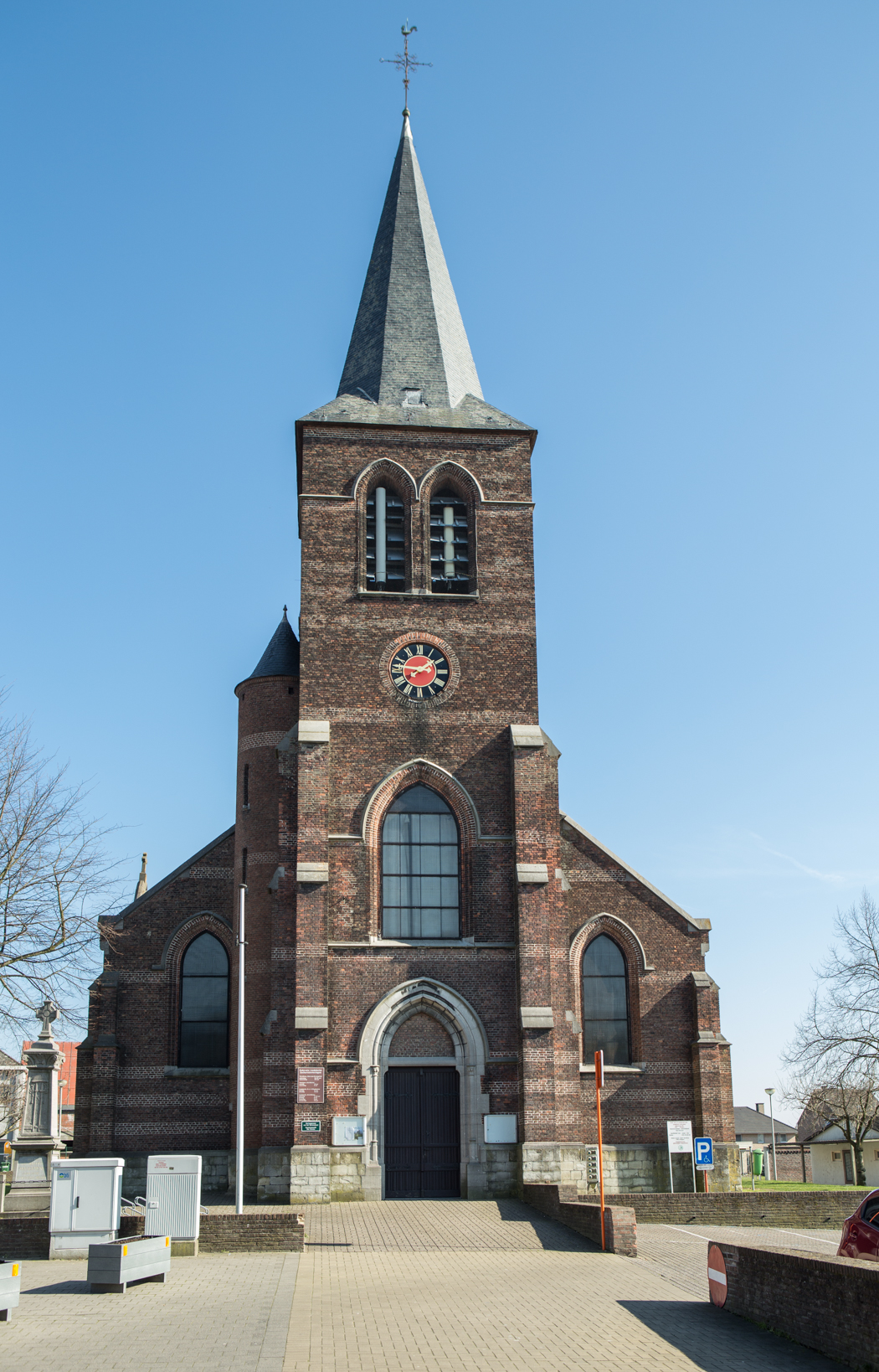
Kerk en toegang kerkhof
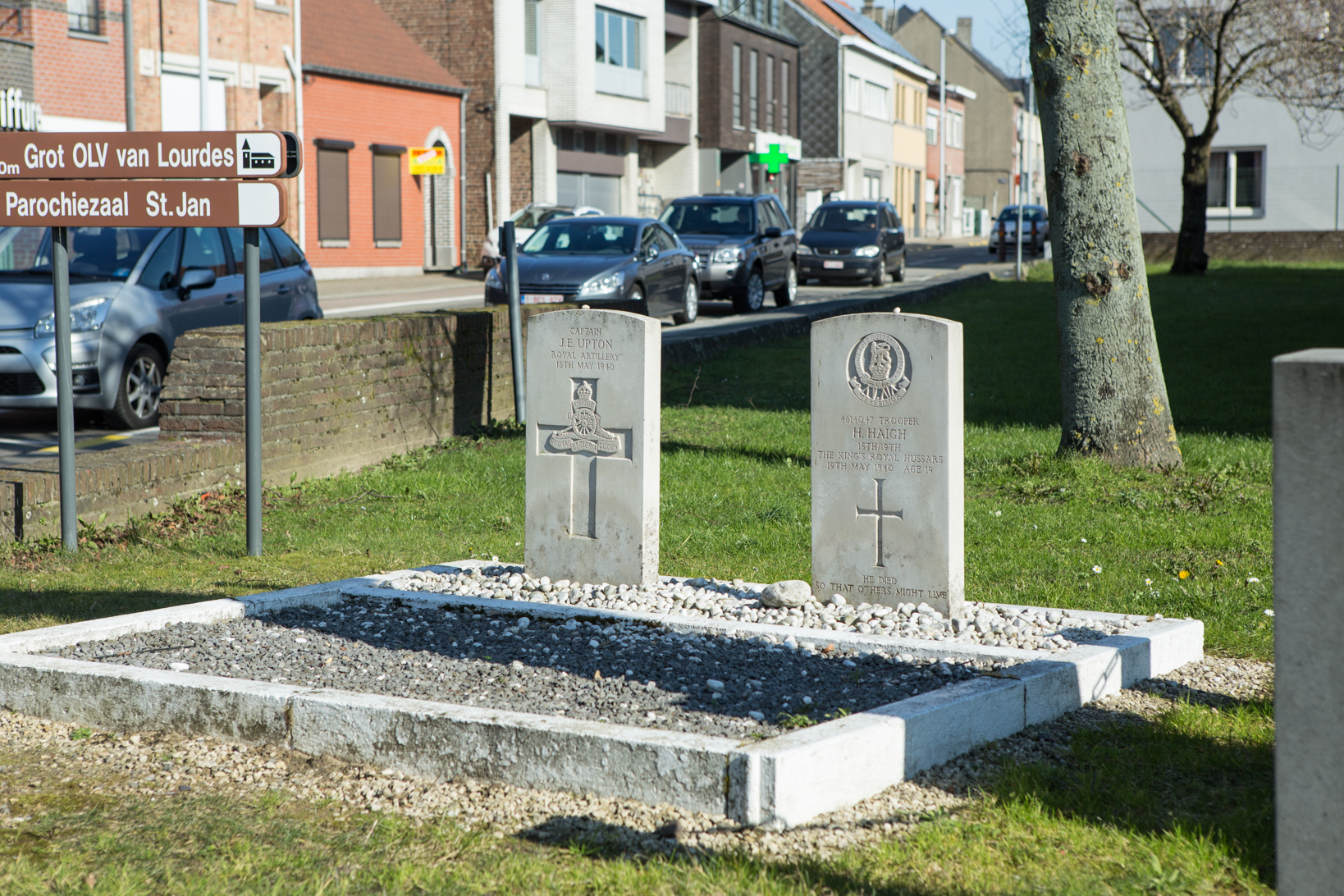
Britse graven